# ناصر هاشمی
میرناصر هاشمی قرمزی (زاده ۲۲ فروردین ۱۳۳۵) بازیگر، صداپیشه، فیلم‌نامه‌نویس، و کارگردان ایرانی است. او همچنین برادر مهدی هاشمی بازیگر سینمای ایران است.

## زندگی
ناصر هاشمی متولد ۲۲ فروردین ۱۳۳۵ در لنگرود و فارغ‌التحصیل رشته بازیگری و کارگردانی تئاتر از دانشکده هنرهای زیبای دانشگاه تهران است. ناصر با تشویق برادرانش مهدی و محمود هاشمی به هنرهای نمایشی روی آورد و در دوره‌های دبیرستان در چندین نقش بسیار کوتاه در تئاترهای برادرش مهدی هاشمی بازی کرد و پس از آن فعالیت حرفه‌ای خود را آغاز کرد و از سال ۱۳۶۳ در چندین تئاتر، تله تئاتر، فیلم سینمایی و سریال تلویزیونی به عنوان بازیگر، نویسنده و کارگردان وارد عرصه حرفه‌ای شد.
او همسر سابق سیما تیرانداز هنرپیشه سینما و تئاتر است.

## کارنامه هنری
| سال تولید | عنوان اثر           | کارگردان               |
| --------- | ------------------- | ---------------------- |
| ۱۴۰۰      | شب طلایی            | یوسف حاتمی‌کیا          |
| ۱۳۹۸      | سرگذشت              | سیدجمال سیدحاتمی       |
| ۱۳۹۸      | محکومین ۲           | سیدجمال سیدحاتمی       |
| ۱۳۹۶      | آنام                | جواد افشار             |
| ۱۳۹۵      | شکلاتی              | سهیل موفق              |
| ۱۳۹۴      | خانه دیگری          | بهنوش صادقی            |
| ۱۳۹۴      | برادرم خسرو         | احسان بیگلری           |
| ۱۳۹۳      | عموجان هیتلر        | حمید ابراهیمی          |
| ۱۳۸۹      | خانه پدری           | کیانوش عیاری           |
| ۱۳۸۹      | دزدان غیر دریایی    | بیژن شیرمرز            |
| ۱۳۸۷      | قاب‌های خالی         | مرنضی هرندی            |
| ۱۳۸۶      | روزگار قریب         | کیانوش عیاری           |
| ۱۳۸۴      | کارآگاه لطفی        | حسین قناعت             |
| ۱۳۸۳      | تله‌تئاتر «کالیگولا» | قطب‌الدین صادقی         |
| ۱۳۸۰      | چای قندپهلو         | ناصر هاشمی             |
| ۱۳۷۹      | سایه‌ها              | غلامرضا رمضانی         |
| ۱۳۷۸      | قصه‌های شهرک سینمایی | بابک محمدی             |
| ۱۳۷۷      | بال‌های سپید         | مهدی هاشمی، ناصر هاشمی |
| ۱۳۷۵      | دومین انفجار        | نادر مقدس              |
| ۱۳۷۴      | داستان یک شهر       | خسرو معصومی            |
| ۱۳۷۴      | سمندون              | ناصر هاشمی             |
| ۱۳۷۳      | پدرسالار            | اکبر خواجویی           |
| ۱۳۷۳      | حمله به اچ۳         | شهریار بحرانی          |
| ۱۳۷۰      | مرغابی وحشی         | مسعود کرامتی           |
| ۱۳۷۰      | برخورد              | سیروس الوند            |
| ۱۳۷۰      | کار بزرگ سارا       | محمد جعفری             |
| ۱۳۶۹      | گربه آوازخوان       | کامبوزیا پرتوی         |
| ۱۳۶۹      | سکوت                | علی سجادی حسینی        |
| ۱۳۶۸      | در جستجوی قهرمان    | حمیدرضا آشتیانی پور    |
| ۱۳۶۷      | این شرح بی نهایت    | گروه کارگردانی         |
| ۱۳۶۵–۱۳۶۷ | راویان اخبار        | گروه کارگردانی         |
| ۱۳۶۵      | گزارش یک قتل        | محمدعلی نجفی           |
| ۱۳۶۲      | ماه‌پنهان است        | خسرو شایسته            |